# Латимерія
Латимерія (Latimeria) — єдиний сучасний рід целакантоподібних родини Латимерієві (Latimeriidae). На даний час відомо два види Латимерій — Latimeria chalumnae, виявлена біля східного і південного узбережжя Африки та Latimeria menadoensis, відкрита і описана в 1977—1999 рр. біля острова Сулавесі в Індонезії.

## Характеристика

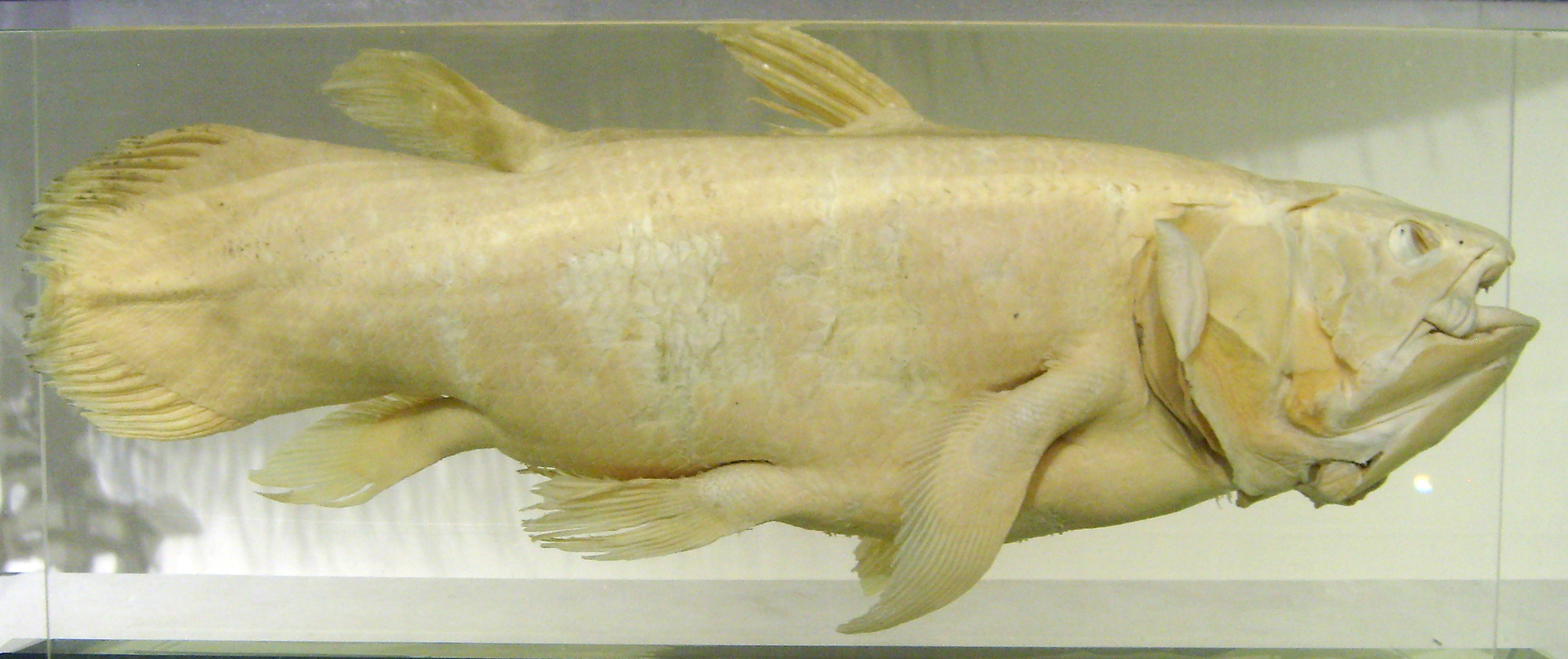
Latimeria chalumnae — екземпляр у Зоологічному музеї в Копенгагені

Базуючись на кільцях приросту на отолітах, латимерії живуть до 80-100 років.
Мешкають на глибині 700 м і більше, але частіше трапляються на 90-200 м.
Живі екземпляри латимерії коморської Latimeria chalumnae мають блакитне забарвлення, що є, імовірно, камуфляжем від їх потенційних жертв; екземпляри целаканта індонезійського (L. menadoensis) мають коричневе забарвлення.  
Очі латимерій дуже чутливі, мають тапетум. Латимерії майже ніколи не відловлюються в денний час і в повний місяць. Їхні очі мають велику кількість червоних тілець, рецепторів, що допомагають бачити в темряві краще, ніж при світлі. Завдяки цьому латимерія віддає перевагу темній воді.
Латимерії полюють на різноманітну здобич, як-от: каракатиці, кальмари, глибоководні риби, дрібні акули. Для латимерії властива здатність плавати під час полювання головою вниз, задом на перед, або перевернутими догори черевом.

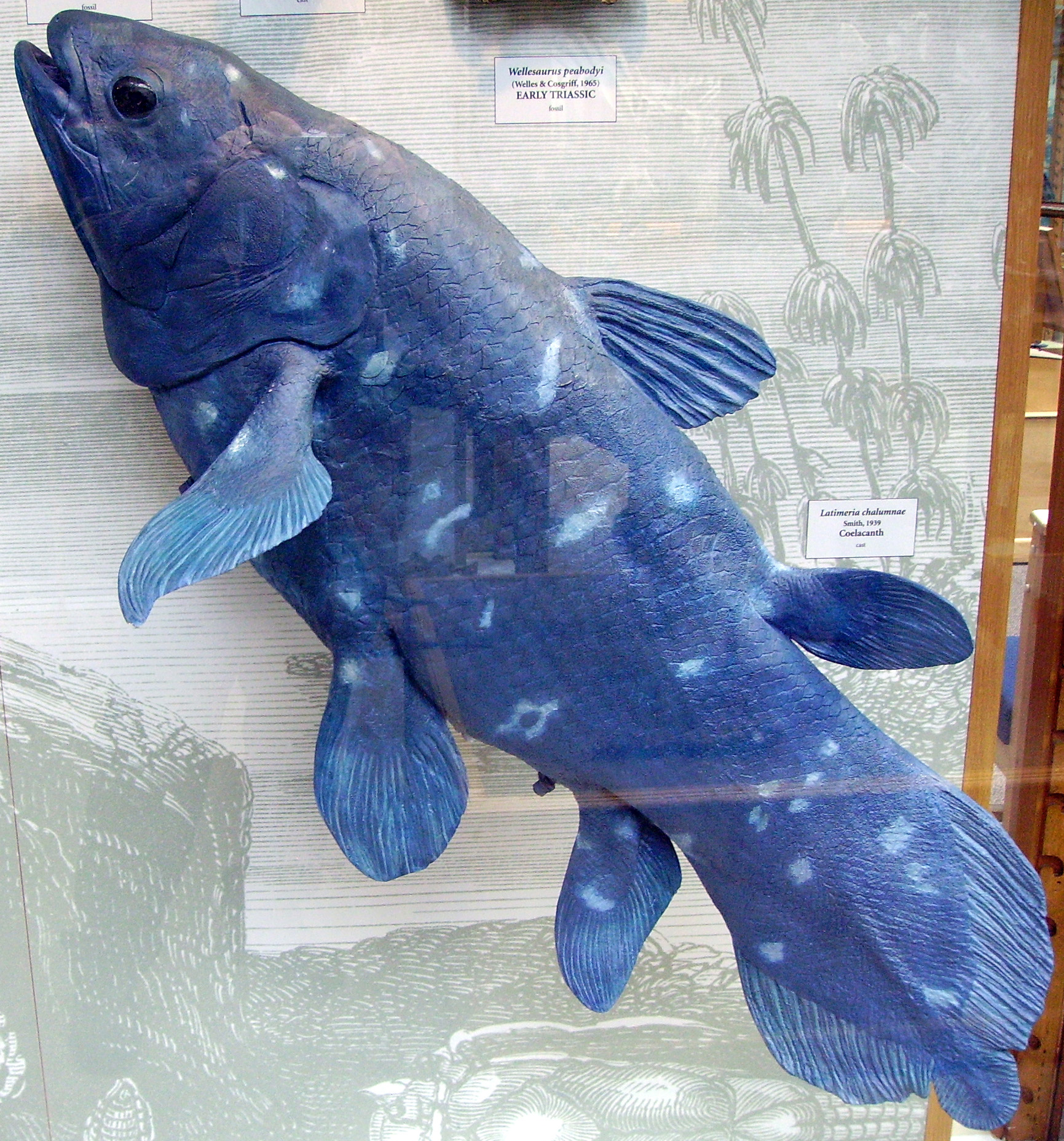
Модель Latimeria chalumnae у Оксфордському музеї Природної Історії, що показує природне забарвлення риби

Латимерії, що живуть біля Содвана-Бей у Південній Африці, відпочивають у печерах на глибині 90-150 м протягом світлої частини доби і випливають на полювання вночі, піднімаючись до глибини 55 м. Для латимерій важлива не стільки глибина, скільки темрява, а ще більше — температура від 14 до 22 °C. Кількість кисню, яку кров може поглинати з води через зябра, залежить від температури води. Наукові дослідження вказують, що латимерії вимушені залишатись у холодних, багатих киснем водах, у протилежному випадку їх кров не здатна поглинати достатню кількість кисню.

### Розмноження
Самиці латимерій яйцеживородні, народжують мальків групами по 5-25 шт.; мальки здатні до самостійного життя одразу після народження. Розмноження досліджено погано, але зрозуміло, що вони сягають статевої зрілості на 20 році життя. Вагітність триває 13-15 місяців.

## Знахідки

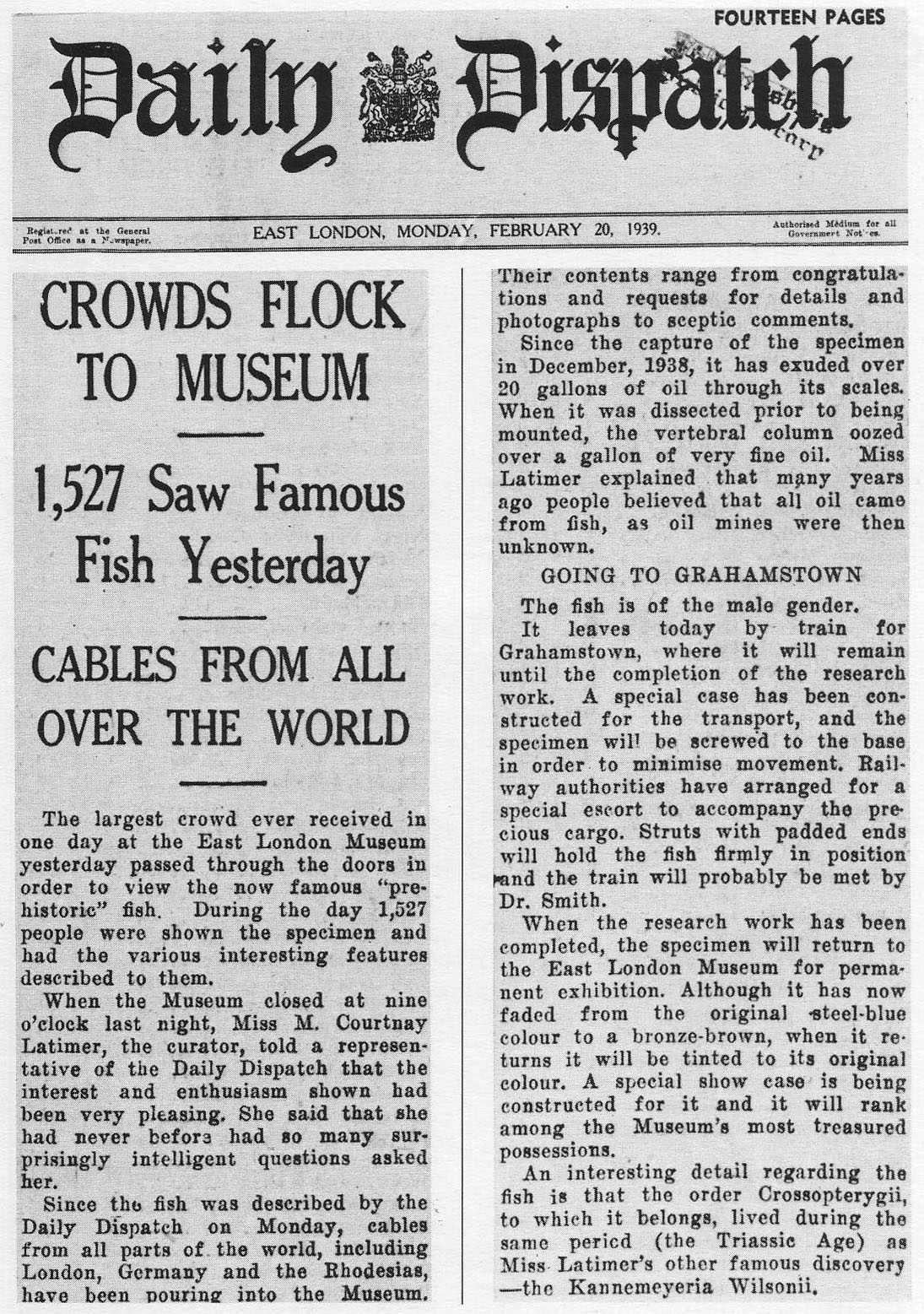
Стаття про знахідку латимерії у 1939 р., журнал Daily Dispatch

| Дата    | Опис |
| ------- | --- |
| до 1938 | Попри те що латимерія була невідома на Заході, аборигени Південної Африки знали про цю рибу, називаючи її «gombessa» або «mame».                                     |
| 1938    | (23 грудня). За 70 км на південний захід від Іст-Лондона вперше знайдено сучасного целаканта.                                                                        |
| 1952    | (21 грудня). Другий відомий для науки екземпляр знайдений біля Коморських островів. З тих часів близько 200 екз. зловлено біля островів Великий Комор і Анжуан.      |
| 1988    | Першу фотографію латимерії в її природному середовищі зроблено Гансом Фріке біля Великого Комора.                                                                    |
| 1991    | За 24 км на північний схід від узбережжя Келімане, Мозамбік, знайдено ще одного целаканта.                                                                           |
| 1995    | За 30 км на південь від Туліару, Мадагаскар, знайдено ще одного целаканта.                                                                                           |
| 1997    | (18 вересня). Знайдено новий вид латимерії, цього разу біля берегів Індонезії.                                                                                       |
| 2000    | Група целакантів відзначена дайверами біля Содвана-Бей, Водяно-болотний парк Ісімангалісо, Південна Африка.                                                          |
| 2001    | Ще одну групу виявлено біля берегів Кенії. |
| 2003    | Вперше целакант пійманий рибалкою в Танзанії. Взагалі за рік піймано 22 екз.                                                                                         |
| 2004    | Канадський дослідник Вільям Саммерс піймав найбільший відомий екземпляр целаканта біля берегів Мадагаскару.[джерело?]                                                |
| 2007    | (19 травня). Індонезійський рибалка, Джустінус Лаама, впіймав біля берегів Сулавесі екземпляр довжиною 1,31 м і вагою 51 кг, який впродовж 17 годин жив у басейні.   |
| 2007    | (15 липня). Двоє рибалок із Занзібару впіймали целаканта довжиною 1,34 м і вагою 27 кг. Рибу було впіймано біля північного узбережжя острова, біля берегів Танзанії. |

## Ресурси Інтернету
- Можно ли считать латимерию живым ископаемым? [Архівовано 15 березня 2013 у Wayback Machine.] (рос.)